# Coming Yesterday : Live at Salle Gaveau 2019
Albums de Martial Solal
Masters in Paris
(2020) Live in Ottobrunn
(2022)
Coming Yesterday : Live at Salle Gaveau 2019 est un album du pianiste de jazz français Martial Solal, enregistré le 23 janvier 2019 à la salle Gaveau à Paris et sorti le 9 avril 2021 chez Challenge Records.
L'album est Grand Prix de l'Académie du jazz 2021.

## À propos de l'album

### Historique

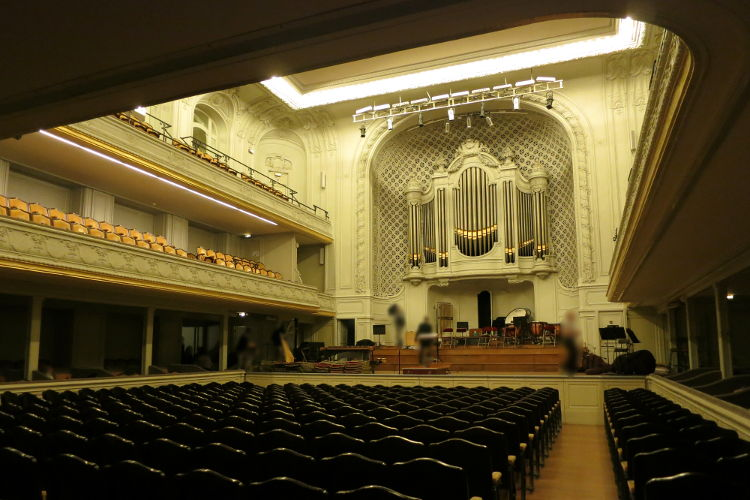
L'intérieur de la salle Gaveau.

Martial Solal a donné deux concerts à la Salle Gaveau, le 3 mai 1962 et le 11 décembre 1963  avec son trio avec Guy Pedersen (contrebasse) et Daniel Humair (batterie),. Les concerts donnent lieu à deux albums : Jazz à Gaveau (1962) et Concert à Gaveau vol. 2 (1964).
En 2019, à la suite de l'annulation d'un concert de Daniel Wayenberg, le programmateur Yves Riesel propose à Martial Solal de donner son premier concert en solo dans cette salle parisienne réputée le 23 janvier 2019. C'est d'ailleurs un de ses rares concerts en solos à Paris. Le concert est entièrement acoustique, comme pour un récital classique, avec seulement quelques micros pour l'enregistrement, dans une salle que Solal considère comme « la meilleure salle de Paris pour le piano ».
Le pianiste annonce qu'il s'agit sans doute de son dernier concert dans une grande salle parisienne, du moins, précise-t-il, « jusqu'à nouvel ordre » : ce genre de performance demande une grande préparation physique, difficile pour cet homme alors âgé de 91 ans,.
De nombreux musiciens, souvent des proches du pianiste, assistent au concert : Daniel Humair, François et Louis Moutin, Éric Ferrand N'Kaoua (interprète d'œuvres de Solal), Vladimir Cosma ou encore Diego Imbert. Le concert est diffusé le 23 février 2019 sur France Musique dans le cadre du « Jazz Club » d'Yvan Amar.
À la publication du disque deux ans après, Solal confirme qu'il ne fera plus de concert,. Il n'a d'ailleurs quasiment plus touché son piano après ce concert, même s'il continue d'écrire de la musique. Il explique dans les notes de pochette de l'album :

« j'ai eu l'impression, ce 23 janvier, d'être parvenu au début d'un chemin que j'aurais aimé continuer, après tant d'années d'improvisation, de création, à partir de ce que l'on nomme des standards, que j'appelle des prétextes, des enjeux, des sujets de dissertation que vous pouvez développer de mille et une façons, au gré des évolutions qui surgissent dans votre esprit ou dans votre entourage. […] La très grande liberté demande beaucoup de travail. J'en ai fourni ma part. J'ai l'impression d'avoir, pendant ce concert, semé un brin d'herbe indiquant une direction que j'aimerais voir se poursuivre. Par endroits, cette herbe a déjà suffisamment poussé pour qu'elle puisse être considérée comme un testament musical… improvisé. »

— Martial Solal, notes de pochettes de Coming Yesterday : Live at Salle Gaveau 2019.

### Le concert
En solo, Solal se concentre généralement sur un répertoire composé de standards connus qu'il triture dans tous les sens, sans avoir de programme défini à l'avance,. Le concert s'ouvre avec I Can't Get Started, non pas, comme l'explique Solal, pour faire une blague (le titre signifie « je n'arrive pas à commencer »), mais parce que la mélodie lui trottait dans la tête depuis quelques jours. Suivent ensuite :
- 'Round About Midnight de Thelonious Monk
- Coming Yesterday, composition de Solal
C'est la seule composition oriniale qu'il joue ce soir-là, « une longue introspection assez rythmique dans laquelle les deux mains se renvoient une balle, comme un jeu d’adresse et de rapidité. Il y a vraiment dans ce morceau un numéro d’équilibriste, comme un funambule courant maladroitement sur un fil, en apparence, juste pour nous faire peur »[13].
- Body and Soul, qui se termine en pirouette sur une citation d'Au clair de la lune[7]
- un medley de compositions de Duke Ellington, dans lequel on peut entendre Caravan, Take the "A" Train ou Prelude to a Kiss[9].

Après un entracte, Solal joue :
- My Funny Valentine
- Histoire de Blues, « un retour aux sources : un blues, ou presque… »[7]
- Here's That Rainy Day
- Sir Jack, nom donné par Solal à la comptine Frère Jacques[4]
- une improvisation.

Lors des rappels, il joue Tea for Two, Happy Birthday, Lover Man et enfin I'll Remember April.

### L'album
Une sélection des morceaux joués ce soir-là, avec un ordre différent, est publié sur le disque Coming Yesterday : Live at Salle Gaveau 2019, sort en 2021 chez Challenge records.
Une peinture de son épouse Anna orne la pochette.

## Réception critique
« Ce concert-ci […] ne ressemblait à aucun autre. C'est une espèce d'évolution qui va dans deux sens apparemment opposés : celui de la simplification tout en ayant l'hypocrisie de faire croire que c'est simple alors que c’est de plus en plus compliqué, au point de vue harmonique, au point de vue des ruptures. Le but est de simplifier parce que dans mes jeunes années, j'étais un peu boulimique. On m’a d’ailleurs souvent reproché de jouer trop de notes, mais pas dans ce dernier concert. Comme je le dis dans le texte du livret, ce concert est une sorte de testament. »

— Martial Solal, 2021.
La presse francophone est unanime dans ses éloges : Citizen Jazz, Le Soir , etc. Xavier Prévost, dans son blog sur le site de Jazz Magazine décrit le concert comme éblouissant de surprise. Pour Guillaume Lagrée, « ce concert parisien de Martial Solal […] conjugue passé et futur au présent mais toujours au plus que parfait. C'est le testament musical public d'un Grand Maître du Jazz, Monsieur Martial Solal. Mélomanes et musiciens peuvent puiser dans cette fontaine de jouvence à volonté ». Pour Claude Loxhay (jazzhalo.be), « un concert de Solal, c'est comme une grande randonnée, à la découverte de paysages nouveaux, hors des sentiers battus. Parfois, on peut avoir l'impression de s'être perdu, mais non, on retombe à chaque fois sur le thème, toujours sous un angle nouveau ». Alex Dutilh s'exclame : « quelle vitalité, quel sens du rythme absolument impressionnant, quelle maîtrise de l'improvisation évidemment ! »
Dans la presse anglophone, pour Jack Kenny (Jazz Views), « Solal a une technique à couper le souffle, sa créativité est fascinante, son inventivité est dévorante, l'humour n'est jamais très loin. […] Ce dernier disque démontre l'étendue de ses talents ». Chris May (All About Jazz) écrit que « l'album est un adieu élégant et personnel ». Leonard Weinreich (London Jazz News), Sebastian Scotney  (theartsdesk.com) sont également élogieux.
Dans la presse germanophone, Reinhard Köchl (Jazz Thing) s'interroge : « comment quelqu'un de plus de 91 ans peut-il encore être aussi joueur, se montrer aussi agile dans ses doigts et dans sa tête […] ? Solal a joué Tea For Two, Lover Man ou My Funny Valentine des milliers de fois, mais ils sonnent avec une telle fraicheur qu'on croirait qu'il les a écrits la veille ». Pour Ralf Dorschel (Norddeutscher Rundfunk), cet album est « une démonstration de force, bouleversante, alerte, à la fois old school et radicalement moderne et tournée vers l'avenir du jazz ».

## Pistes
| No  | Titre                    | Musique                                   | Durée |
| --- | ------------------------ | ----------------------------------------- | ----- |
| 1.  | I Can't Get Started      | Vernon Duke, Ira Gershwin                 | 6:55  |
| 2.  | Coming Yesterday         | Martial Solal                             | 11:40 |
| 3.  | Medley Ellington         | Duke Ellington                            | 7:05  |
| 4.  | Sir Jack (Frère Jacques) | Traditionnel                              | 4:36  |
| 5.  | Tea for Two              | Vincent Youmans, Irving Caesar            | 6:38  |
| 6.  | Happy Birthday           | Patty Hill, Mildred J. Hill               | 4:35  |
| 7.  | Lover Man                | Jimmy Davis, Ram Ramirez, James Sherman   | 9:25  |
| 8.  | I'll Remember April      | Gene de Paul, Patricia Johnston, Don Raye | 4:54  |
| 9.  | My Funny Valentine       | Richard Rodgers, Lorenz Hart              | 5:59  |
| 10. | Have You Met Miss Jones  | Richard Rodgers, Lorenz Hart              | 4:26  |